# Bannack (Montana)
Bannack ist eine Geisterstadt im Beaverhead County im Bundesstaat Montana in den Vereinigten Staaten, am Grasshopper Creek, ungefähr 11 km flussaufwärts von der Stelle, an der sich der Grasshopper Creek südlich der Stadt Dillon mit dem Beaverhead River vereinigt. Die 1862 gegründete Stadt ist heute eine National Historic Landmark und wird vom Staat Montana als Bannack State Park verwaltet.

## Geschichte
Gegründet 1862 und benannt nach dem lokalen Stamm der Bannock-Indianer, war Bannack 1862 der Ort eines großen Goldfundes und diente 1864 kurzzeitig als Hauptstadt des Montana-Territoriums, bis die Hauptstadt 1865 für 10 Jahre nach Virginia City in Montana verlegt wurde. Bannack war weiterhin eine Bergbaustadt, allerdings mit einer schrumpfenden Bevölkerung. Die letzten Einwohner verließen die Stadt in den 1970er Jahren.
Zu ihrem Höhepunkt hatte Bannack etwa zehntausend Einwohner. Das extrem abgelegene Städtchen war nur durch den Montana Trail mit dem Rest der Welt verbunden. Es gab drei Hotels, drei Bäckereien, drei Schmieden, zwei Ställe, zwei Fleischmärkte, ein Lebensmittelgeschäft, ein Restaurant, eine Brauerei, eine Billardhalle und vier Saloons. Obwohl alle Geschäfte aus Baumstämmen gebaut waren, hatten einige von ihnen dekorative Scheinfronten.
Zu den Gründern der Stadt gehörte Erasmus Darwin Leavitt, ein in Cornish New Hampshire geborener promovierter Arzt, der eine Zeitlang die Medizin aufgab, um Goldgräber zu werden. Leavitt kam 1862 nach Bannack und praktizierte abwechselnd Medizin und baute mit Hacke und Schaufel Gold ab. „Obwohl ein gewisser Erfolg seine Arbeit krönte“, so eine Geschichte Montanas von Joaquin Miller, stellte er bald fest, „dass er als Arzt mehr Ansehen genoss als als Bergmann und dass es von größerem Nutzen war, wenn er jemand anderem erlaubte, seine Hacke und Schaufel zu schwingen, während er seinem Beruf nachging“. Danach ging Leavitt weiter nach Butte in Montana, wo er sich den Rest seines Lebens seiner medizinischen Praxis widmete.
Bannacks Sheriff, Henry Plummer, wurde von einigen beschuldigt, heimlich eine skrupellose Bande von Straßenagenten, The Innocents genannt, angeführt zu haben, wobei frühe Berichte behaupteten, dass diese Bande für über hundert Morde in den Goldfeldern von Virginia City und Bannack sowie für die Wege nach Salt Lake City verantwortlich waren. Da jedoch nur acht Todesfälle historisch dokumentiert sind, haben einige moderne Historiker die genaue Natur von Plummers Bande in Frage gestellt, während andere die Existenz der Bande gänzlich abstreiten. In jedem Fall wurden Plummer und zwei Landsleute – seinen beiden Deputies – am 10. Januar 1864 in Bannack ohne Gerichtsverfahren gehängt. Einige von Plummers Mitarbeitern wurden gelyncht, andere bei Todesstrafe verbannt, falls sie jemals zurückkehren sollten. Zweiundzwanzig Personen wurden vom Vigilanten-Komitee (deutsch: Selbstschutz-Komitee) angeklagt, informell verurteilt und gehängt. Ein Mitglied dieses Vigilanzkomitees war Nathaniel Pitt Langford (1832–1911), der wenige Jahre später erster Superintendent des Yellowstone National Parks wurde.

## State Park

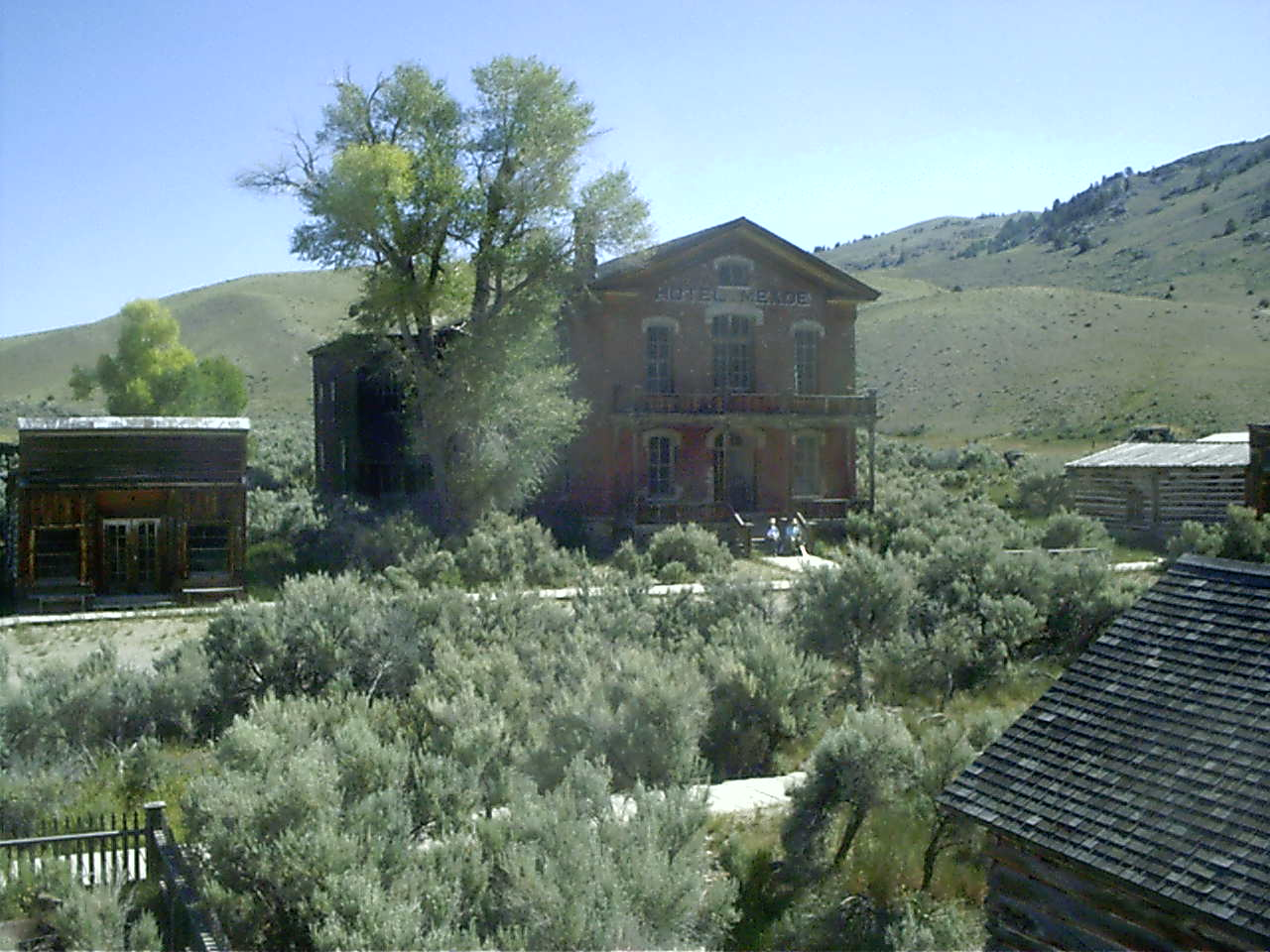
Bannack

Sechzig historische Block-, Ziegel- und Rahmenstrukturen sind in Bannack erhalten geblieben, viele davon befinden sich im guten Zustand; wovon die meisten erkundet werden können. Die Stätte, heute der Bannack Historic District, wurde 1961 zur National Historic Landmark (NHL) erklärt. Gegenwärtig befindet sich auf dem Gelände der Stadt der Bannack State Park. Obwohl diese Stätte von Touristen nicht häufig besucht wird, bleibt sie bei Einheimischen und Historikern gleichermaßen beliebt.

## Bannack-Tage

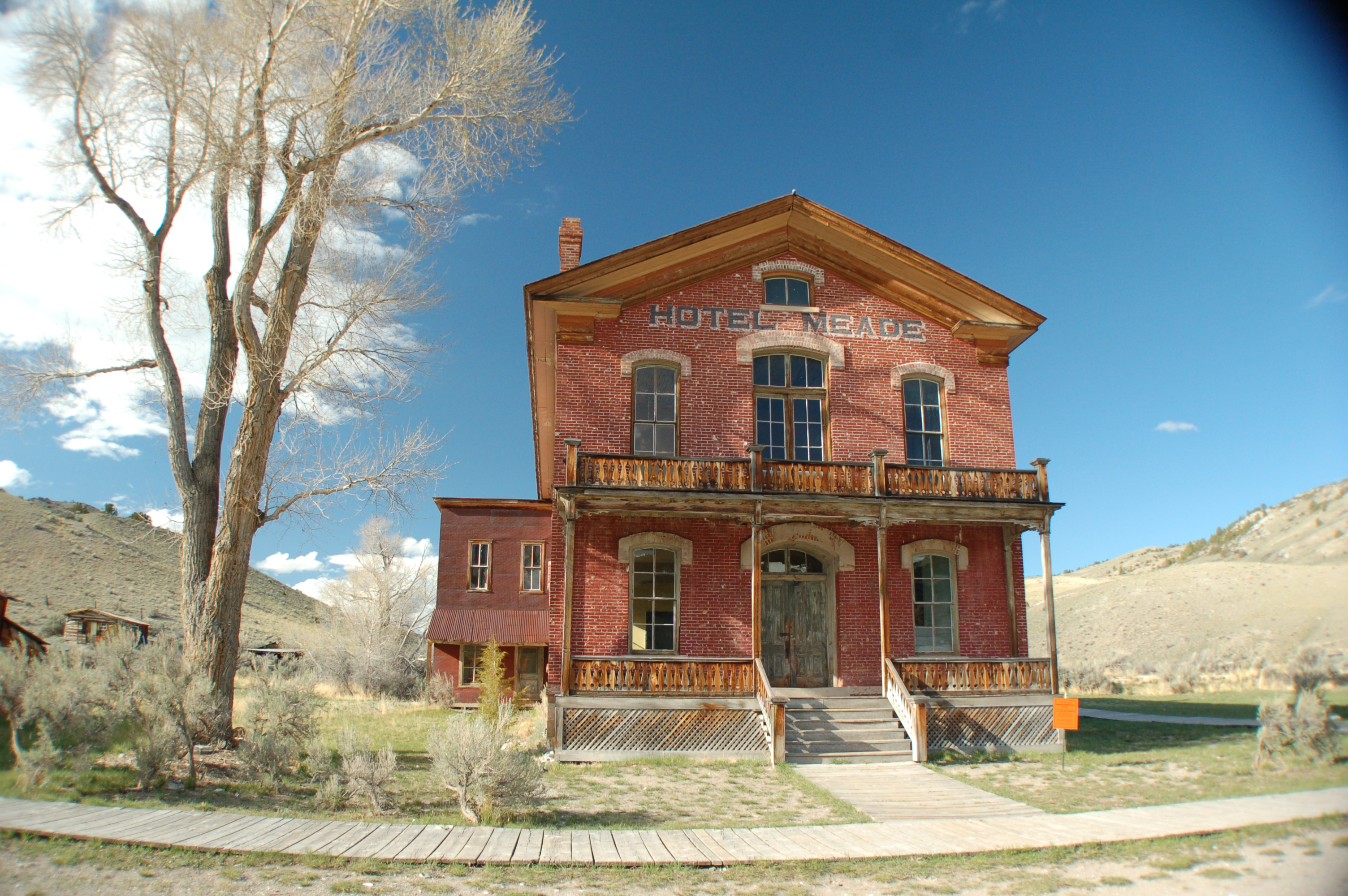
Hotel Meade

Jedes Jahr, am dritten Wochenende im Juli, wird die verlassene Stadt Zeuge einer historischen Rekonstruktion, die als Bannack-Tage bekannt sind. Zwei Tage lang organisieren Beamte des Bannack State Park eine Veranstaltung, die versucht, die Zeiten wieder aufleben zu lassen, als Bannack eine Boomtown war, indem sie den Alltag der Bergarbeiter nachstellt, die dort während des Goldrauschs lebten. Ein authentisches, altmodisches Frühstück wird im alten Hotel Meade serviert, einem gut erhaltenen Backsteingebäude, das viele Jahre lang der Sitz von Beaverhead County war, bevor Dillon (Montana) zum Sitz des Countys wurde.

## Beschreibung der Natur
Die Minen, die Bannack umgeben, befinden sich auf beiden Seiten des Grasshopper Creek, der in südöstlicher Richtung durch den Bezirk fließt und etwa 12 Meilen flussabwärts in den Beaverhead River mündet.

## Galerie

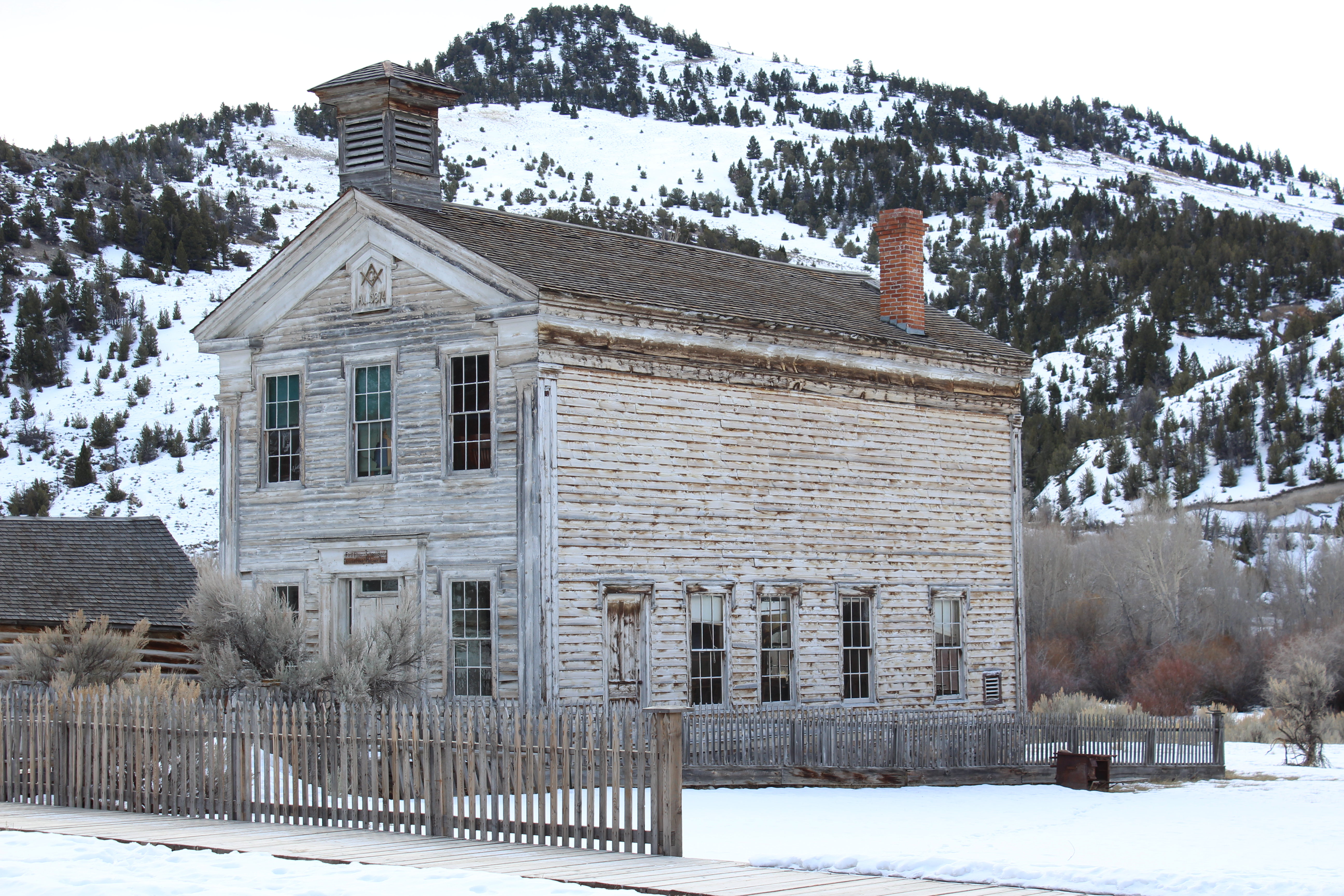
Schule (Parterre) und Masonic Lodge (1. Etage)
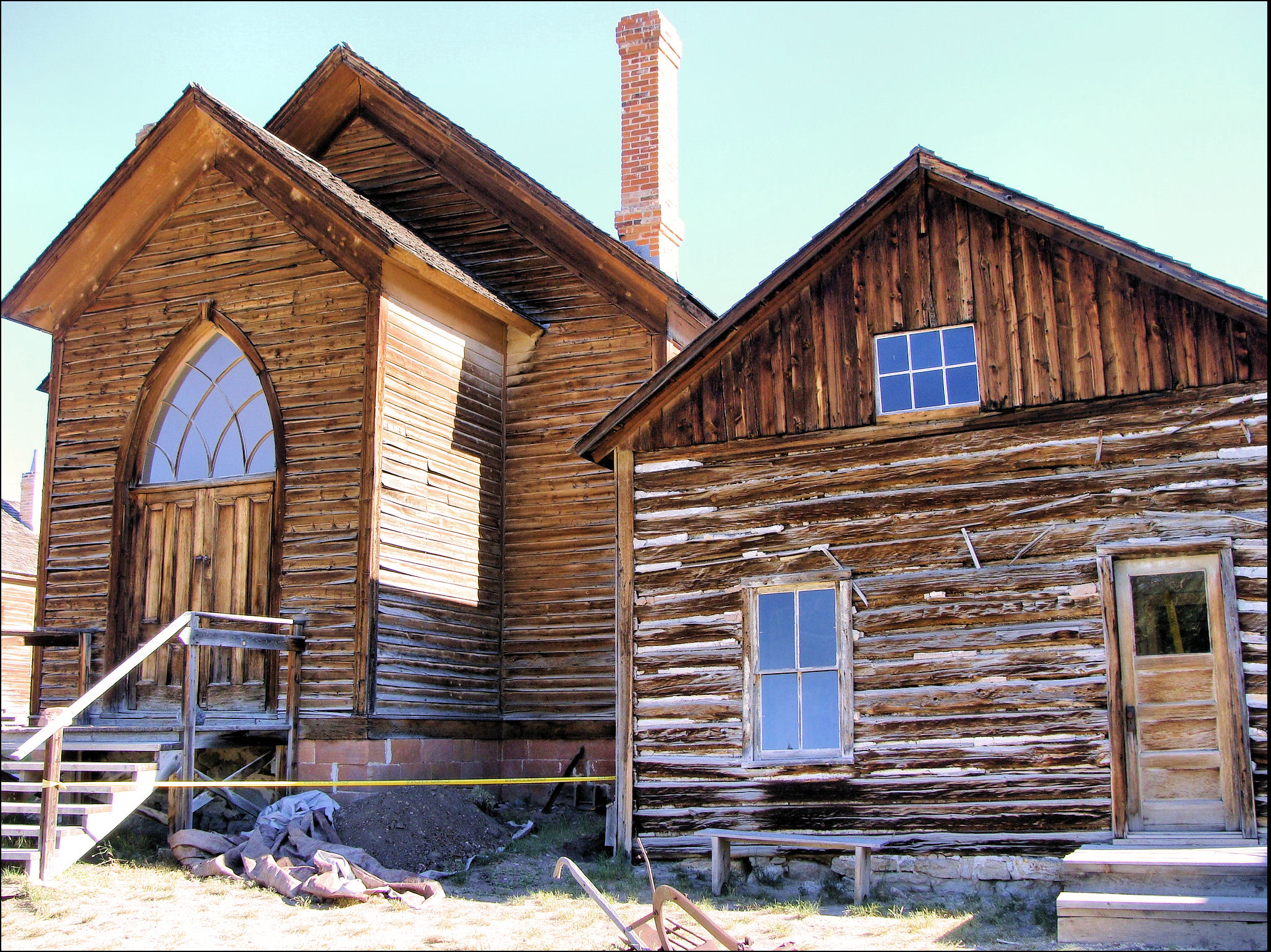
Methodistenkirche (1877 erbaut)
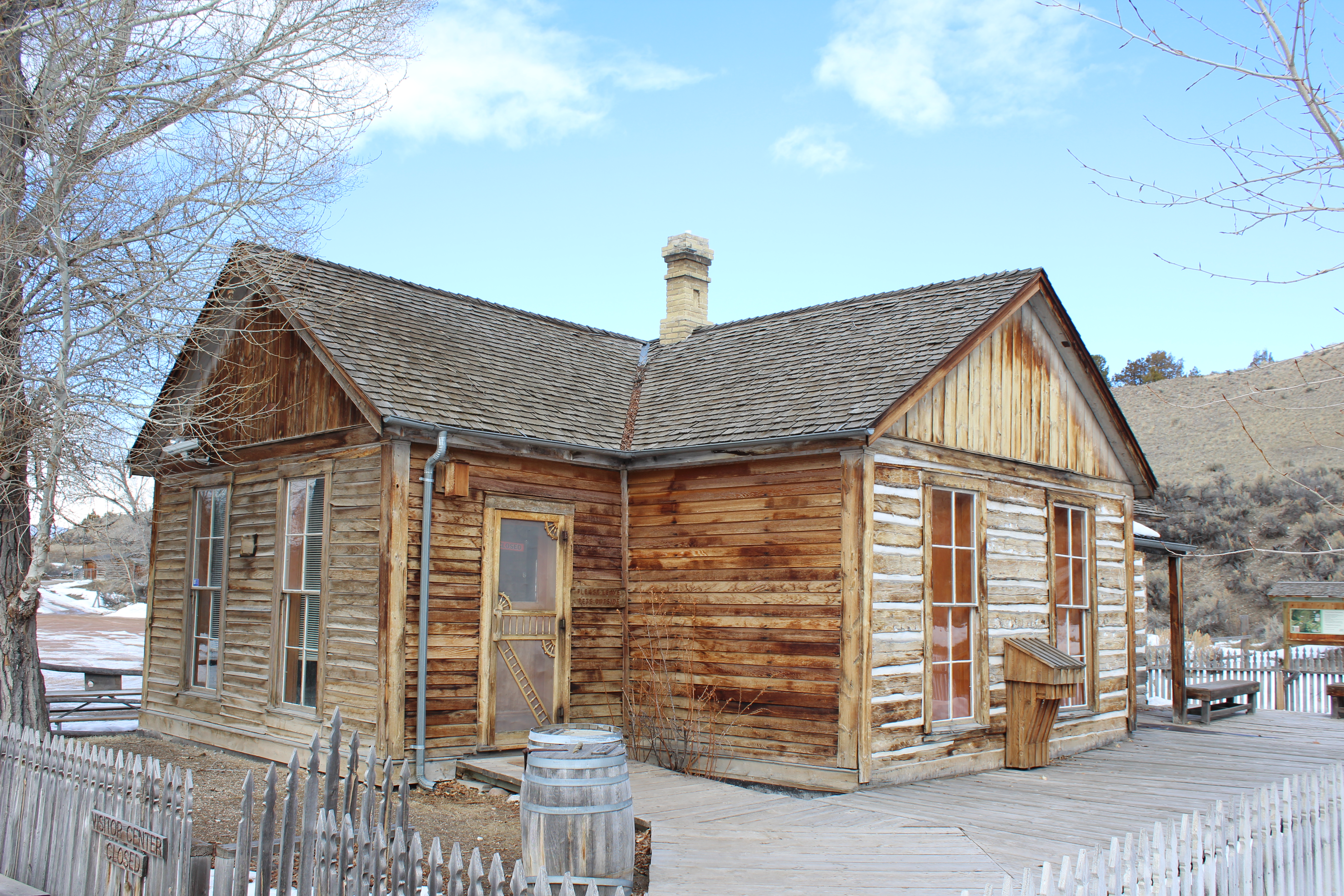
Privathaus in Bannack
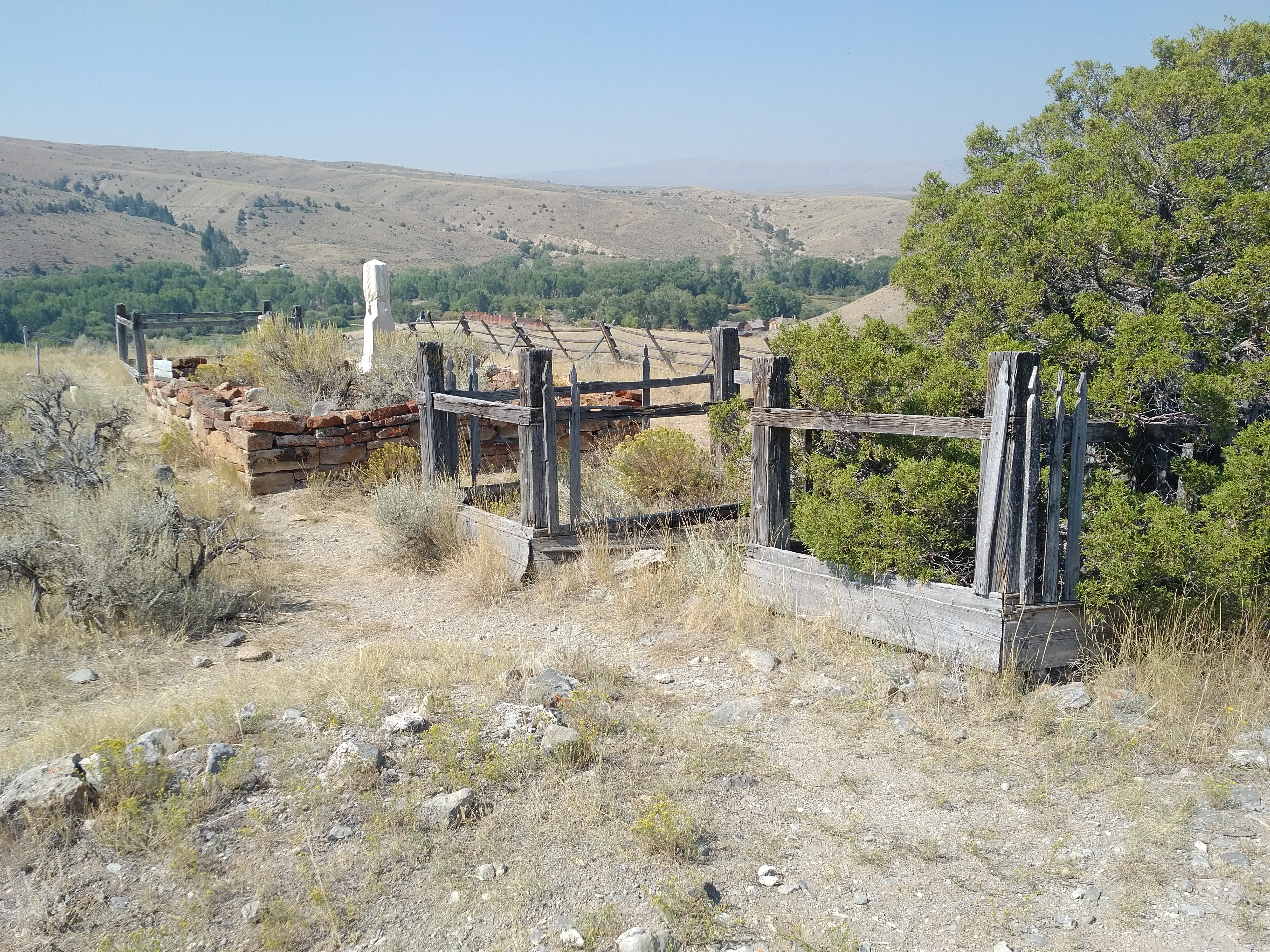
Bannack
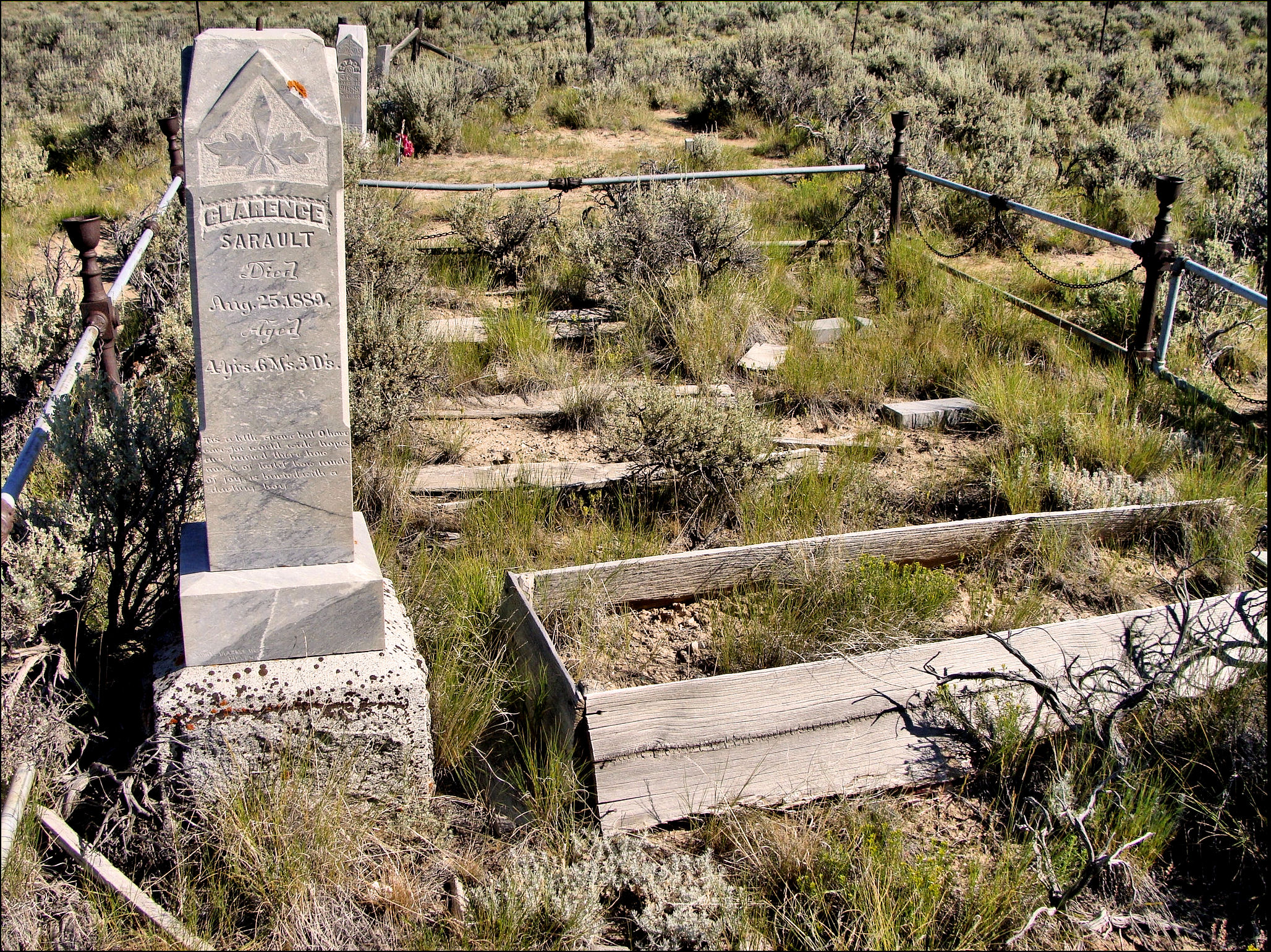
Familiengrab auf dem Friedhof
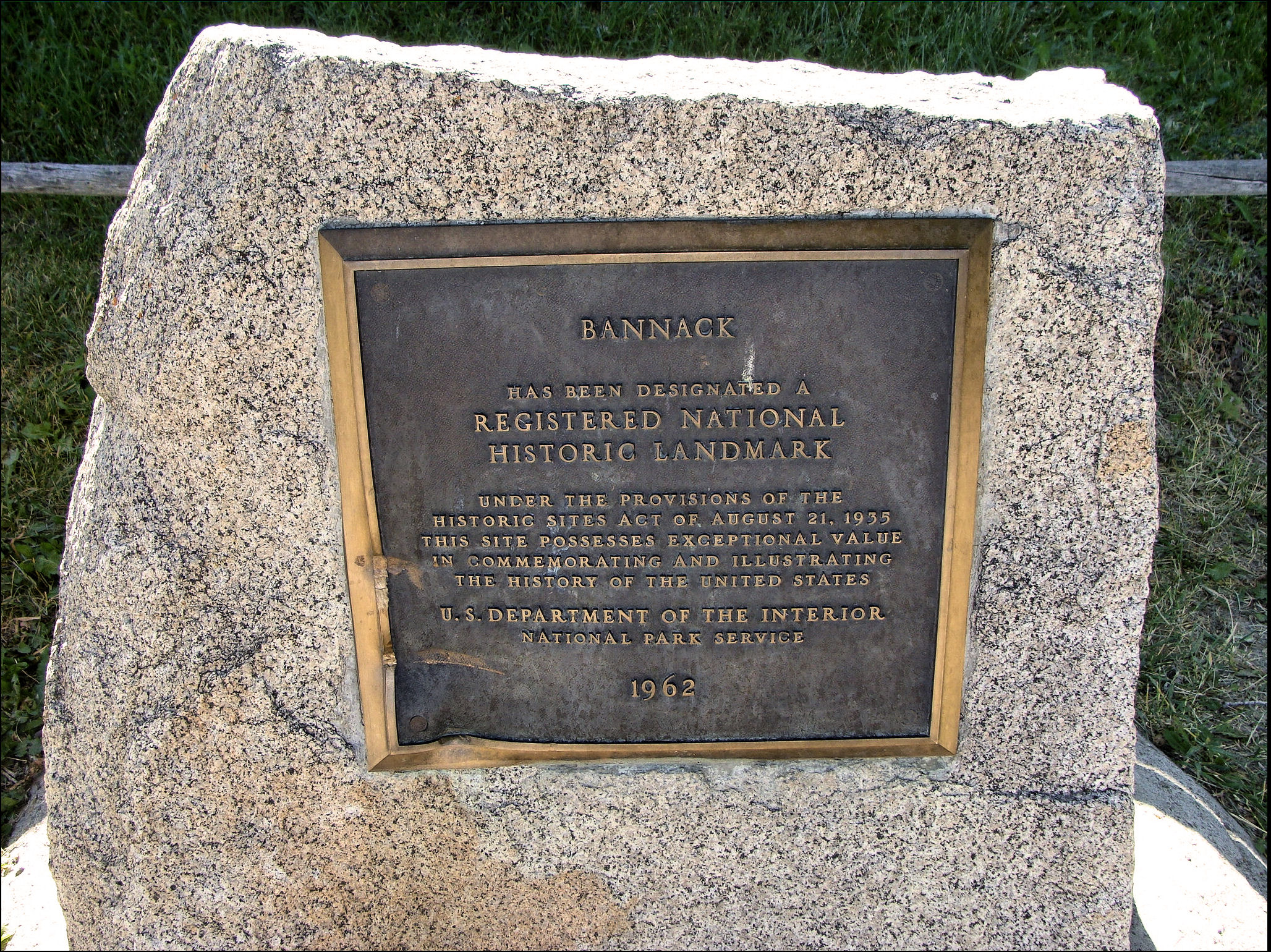
Gedenktafel der Registrierung als National Historic Landmark (1962)